# Бирча 1
Би́рча 1 (бел. Бірча 1) — посёлок в составе Бортниковского сельсовета Бобруйского района Могилёвской области Республики Беларусь.

## Население
- 1999 год — 7 человек
- 2010 год — 3 человека
- 2014 год - 2 человека